# Templo de la Concordia (Roma)

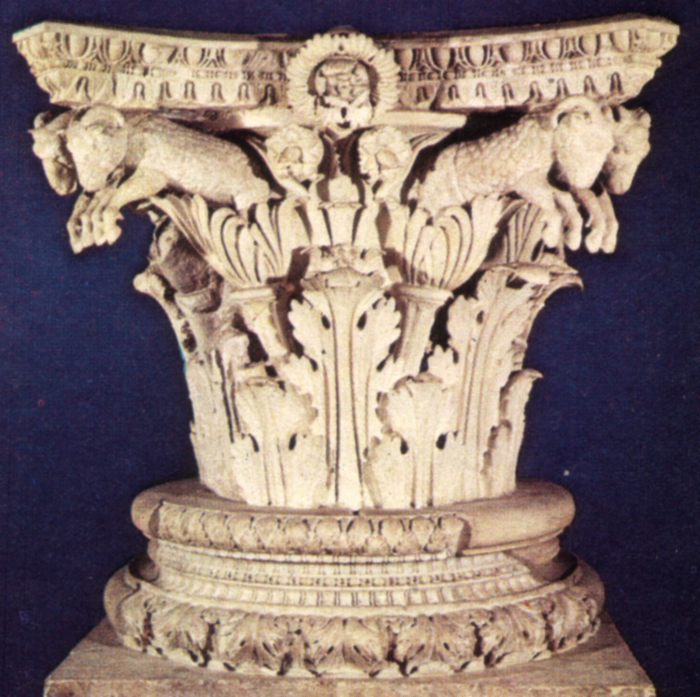
Capitel corintio de la cella del templo de la Concordia: las volutas clásicas que sostienen el ábaco son reemplazadas por parejas de carneros,.

El templo de la Concordia (en latín: Aedes Concordiae bajo la República luego Aedes Concordiae Augustae bajo el Imperio) en la antigua ciudad de Roma fue el principal templo de la ciudad dedicado a la diosa de la Concordia. Se encuentra en el Foro Romano.

## Ubicación
Se encontraba en el extremo occidental del Foro Romano, al pie de las pendientes de la colina Capitolina, ante el Tabularium del que disimula una parte de la fachada, entre el Tullianum al noreste y el templo de Vespasiano al sudoeste. Tras su construcción, el espacio en torno al templo tomó el nombre de Area Concordiae, y así lo mencionan Tito Livio y Julio Obsecuente para los años 183 a. C. y 181 a. C. en relación con los prodigios que se decían producidos allí.

## Función
Dedicado a la Concordia, el templo simboliza la unidad del pueblo romano. En este edificio se celebraron algunas reuniones del Senado romano después del 121 a. C., sobre todo en tiempos de crisis social, donde se trataba los asuntos de los tribunales. Es en este templo donde, en el año 63 a. C., Cicerón pronuncia ante el Senado el cuarto discurso de las Catilinarias. El podio del templo de época republicana, que daba a la explanada del Foro, fue utilizado como tribuna de arengas por oradores como CIcerón o Julio César. A principios del Imperio, en el 31, el Senado condenó allí a Sejano que fue inmediatamente ejecutado en el Tullianum, construido no lejos de allí. Los hermanos Arvales se reunían aquí igualmente.
Tras su reconstrucción a principios del siglo I, Tiberio transformó el interior del templo en un verdadero museo. Hizo colocar numerosas obras de arte, sobre todo pinturas y esculturas griegas, de las que Plinio el Viejo hizo una lista en su  Naturalis Historia. Allí se encontraban, entre otras, una estatua de Vesta de Rodas, las estatuas de Apolo y Juno por Baton, de Latona con Apolo y Diana niños por Eufranor, de Esculapio e Higia por Nicerato, de Marte y de Mercurio por Pistón, de Ceres y Minerva por Estennis, los cuadros de Marsias por Zeuxis, de Liber por Nicias y de Casandra por Teodoro, así como cuatro elefantes de obsidiana dedicados por Augusto y un sardónice (piedra preciosa de color marrón) que habría pertenecido a Polícrates de Samos··.
Este templo principal en el Foro de Roma parece que ha sido el modelo para templos de la diosa Concordia en otros lugares del imperio. Una reproducción de este templo se encontró en Mérida (España).

## Historia
Fue destruido y restaurado varias veces a lo largo de su historia, y su última restauración, entre los años 7 y 10 a. C. bajo el emperador romano Tiberio, está descrita por Plinio el Viejo en su Historia Natural.

### Antigüedad

#### Voto de Camilo
La historia del templo se remonta a las luchas civiles del principio de la República. Para celebrar la pacificación entre patricios y plebeyos tras la aprobación de las leyes Licinias en 367 a. C.,· el Senado ordena la construcción del templo en honor de la Concordia que Marco Furio Camilo había prometido si la paz se restablecía. Marca una etapa importante en la lucha de la plebe por obtener un reconocimiento de sus derechos·. Estas leyes colocaron en pie de igualdad, al menos desde el punto de vista político, a los plebeyos y los patricios·. El pueblo habría liberado a Camilo de su voto y decidió al día siguiente construir el templo en su nombre·. Recientes excavaciones arqueológicas han permitido sacar a la luz los restos del siglo IV a. C.· pero parece poco probable que el templo fuera construido en aquella época, la práctica consistente en deificar virtudes abstractas no apareció más que a finales de este mismo siglo. Más sorprendente aún sería que el hipotético templo de Camilo no fuera mencionado por autores antiguos como Tito Livio o que no haya ninguna mención hasta que se evocó la dedicatoria más tardía de Lucio Opimio.

#### Edículo de la Concordia y templo en el Arx
En 304 a. C., el edil curul Cneo Flavio hizo erigir un altar en bronce dedicado a la Concordia junto al Comitium, no lejos del lugar donde más tarde se construyó el templo que lo reemplazó·. La construcción de este último no data más que quizá del 218 a. C., bajo la dirección del pretor Lucio Manlio. Tito Livio relata que el templo fue alcanzado por un rayo en 211 a. C.. Sin embargo, parece haber una confusión con otro templo dedicado a la Concordia construido no lejos de allí, en el Arx (in arce).

El rayo alcanza la estatua de la Victoria elevada en la cumbre del templo de la Concordia, y la tiró sobre las victorias colocadas por debajo del friso, donde se quedó, sin caer a lo más bajo.
Tito Livio, leer en línea (en francés)), Historia romana, XXVI, 23.

#### Templo de Lucio Opimio
El templo fue definitivamente establecido o reedificado en 121 a. C. por el cónsul Lucio Opimio (quien también habría mandado edificar la Basílica Opimia en su vecindad), tras el asesinato de Cayo Graco, y por orden del Senado. Fue dedicado un 22 de julio. Es probable que el templo de Lucio Opimio fuese el primero erigido en este lugar, dado que no se hace ninguna mención a un templo preexistente por los autores antiguos o en las inscripciones, lo cual es generalmente el caso en este supuesto, puesto que el dies natalis de un templo se modifica. La presencia de material más antiguo en el cemento del podio, como por los restos de toba de Grotta Oscura o de Fidenes del siglo IV a. C., puede explicarse por la reutilización de materiales de construcción de un edificio próximo al lugar del nuevo templo, destruido con esta ocasión, no es necesariamente una prueba de la existencia de un templo más antiguo.
Los trabajos, que se emprendieron poco después de la represión sangrienta del alzamiento popular con Cayo Graco, la muerte de este último y la condena a muerte de centenares de sus partidarios, fue percibido por los plebeyos como una provocación arrogante de la aristocracia·. Se trataría, por parte del Senado, de reafirmar su autoridad y su posición ante los intentos de reforma social profunda al evocar la paz y la estabilidad que aportaba el sistema tradicional aristocrático que no podía funcionar más que con la cooperación de los plebeyos, de manera que, según su punto de vista, los actos de los reformadores no engendraban más que desorden y violencia.

#### Reconstrucción de Tiberio
El templo resultó dañado por un incendio en el 9 a. C.· Tiberio reconstruyó el templo entre los años 7 a. C. y 10 d. C.· para conmemorar su triunfo, los trabajos fueron financiados con una parte del botín traído de Germania·, y para reapropiarse del símbolo de las victorias del Senado sobre los reformistas. El templo se agrandó y dedicó a la Concordia Augusta el 16 de enero del año 10 o el año 12, en nombre de Tiberio, entonces heredero de Augusto, y de su difunto hermano Druso, muerto durante una campaña militar en el delta del Rin·. Tiberio obtuvo del Senado el derecho de hacer figurar los dos nombres en contrapartida por la financiación de los trabajos.
La restauración del templo permitió a Augusto conciliar a los ojos de los romanos la concordia en el seno de la familia imperial y la concordia del Estado, haciendo intervenir numerosos miembros de su familia, directamente como Tiberio o indirectamente como Druso Octavia y Livia. En efecto, Tiberio dedicó el nuevo templo el 1.º de enero del año 7 a. C. en el pórtico de Octavia recientemente restaurado en nombre de la hermana de Augusto. La emperatriz Livia, esposa de Augusto y madre de Tiberio, parece haber tenido igualmente un papel importante en esta nueva dedicatoria, y más específicamente en la elaboración del constitutum del nuevo templo en el 7 a. C., haciendo elevar en el lugar del templo un altar para proceder a un sacrificio inaugural. Finalmente, el nuevo dies natalis del templo fue fijado en el día del aniversario de la obtención por el emperador del título de «Augusto»·.
En 16, se depositaron en el templo las ofrendas por orden del Senado para celebrar la condena de Libón tras el fracaso de su conspiración·.

#### Última restauración
Puede que fuese restaurado por última vez tras el incendio de 284 como indicaría una inscripción en el arquitrabe, hoy en día desaparecida, vista por un peregrino durante su visita a Roma y consignada en un documento llamado Itinerario de Einsiedeln.

### Edad Media
El templo estaba aún al menos parcialmente en pie a principios del siglo VIII pero ya mostraba signos de fragilidad y amenazaba con derrumbarse durante el pontificado de Adriano I, entre 772 y 795.

### Ruinas
El templo ha desaparecido casi por completo en la actualidad. Toda la parte noreste del edificio está hoy en día cubierta por la escalera moderna que permite el acceso al Capitolio. Sólo los cimientos del podio y la entrada de la cella son visibles aún, así como un fragmento de cornisa que está expuesto en una galería del Tabulario y un capitel corintio adornado por carneros en lugar de volutas que se expone en el Forum Antiquarium. Las ruinas visibles son de la época de Augusto y datan de la reconstrucción de Tiberio.

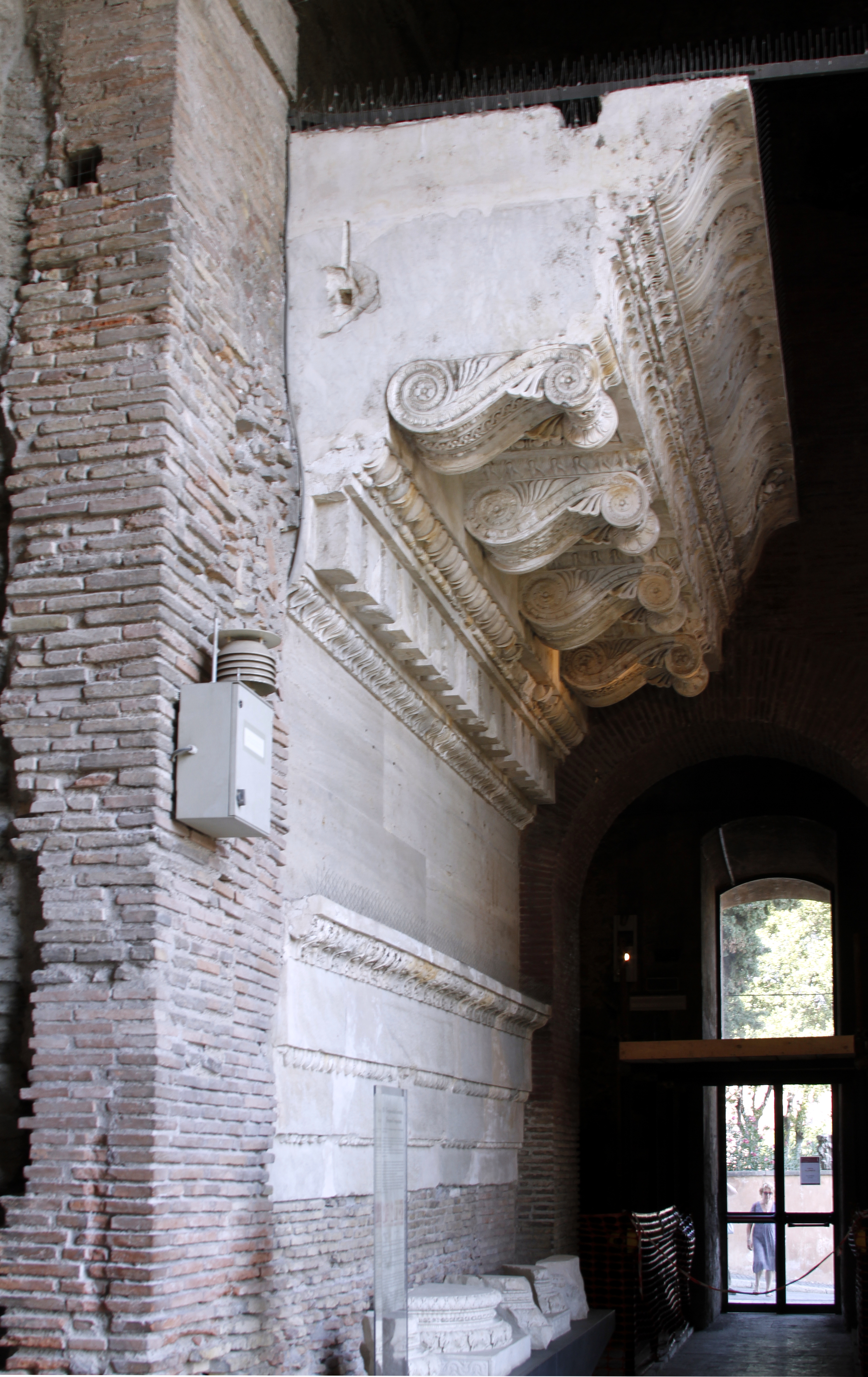
Entablamento
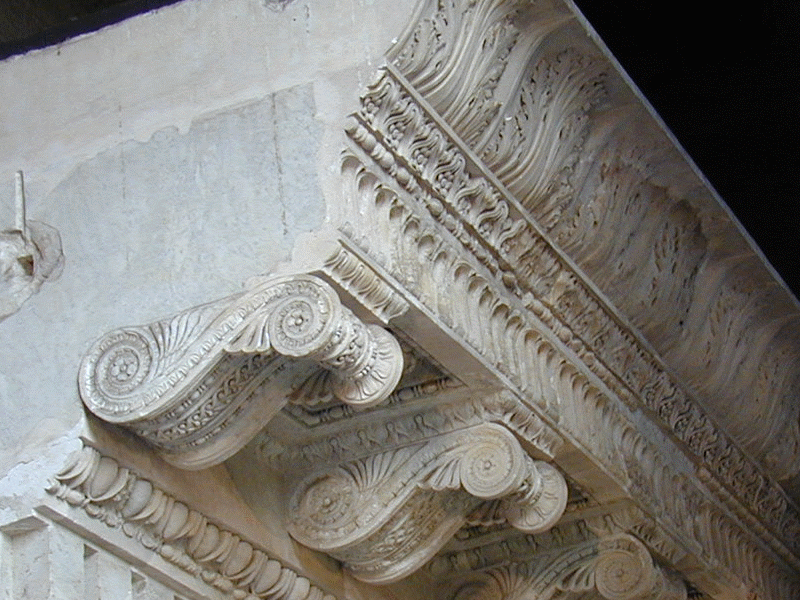
Fragmento de la cornisa del templo.
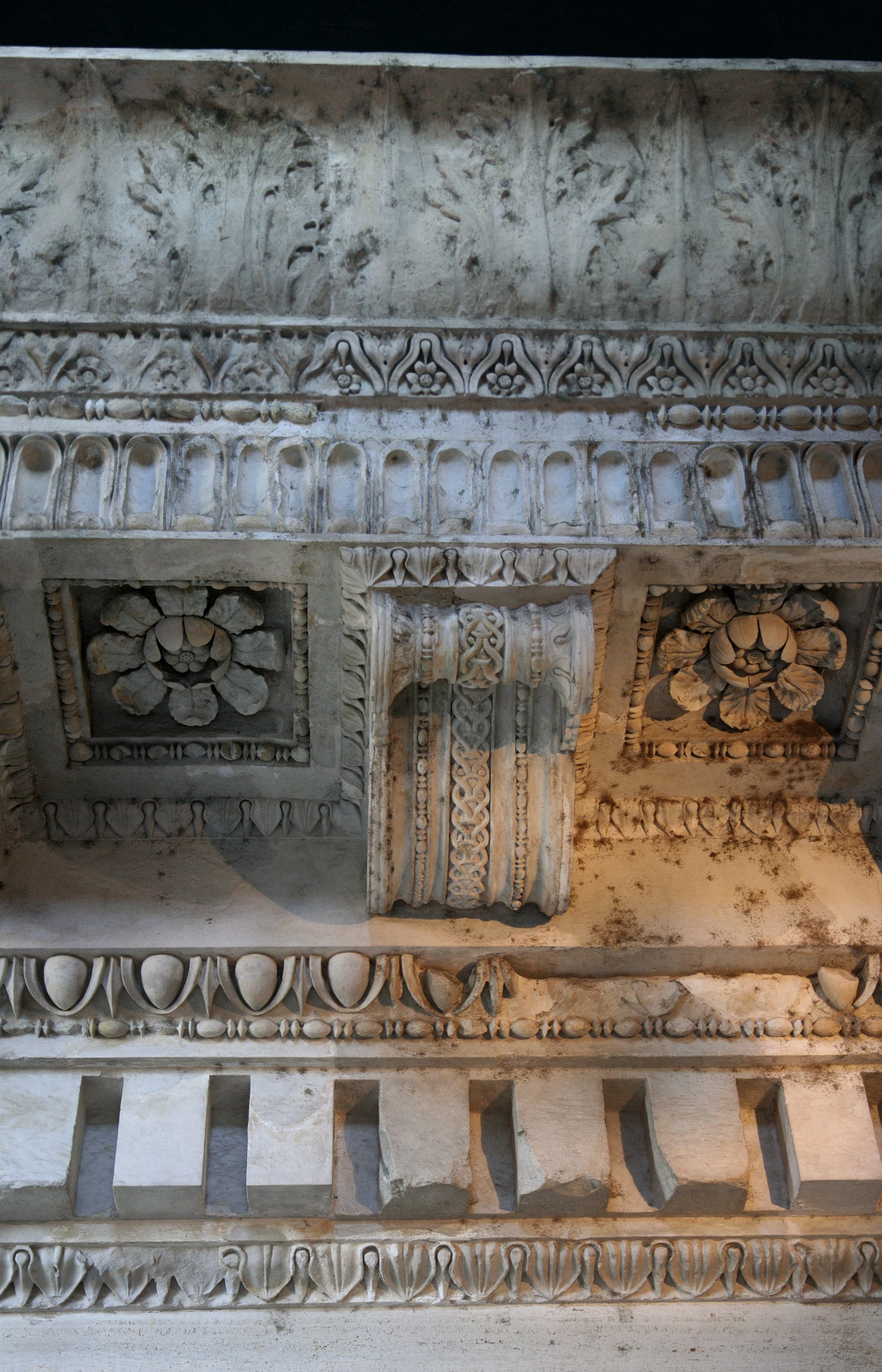
Detalle del entablamento.
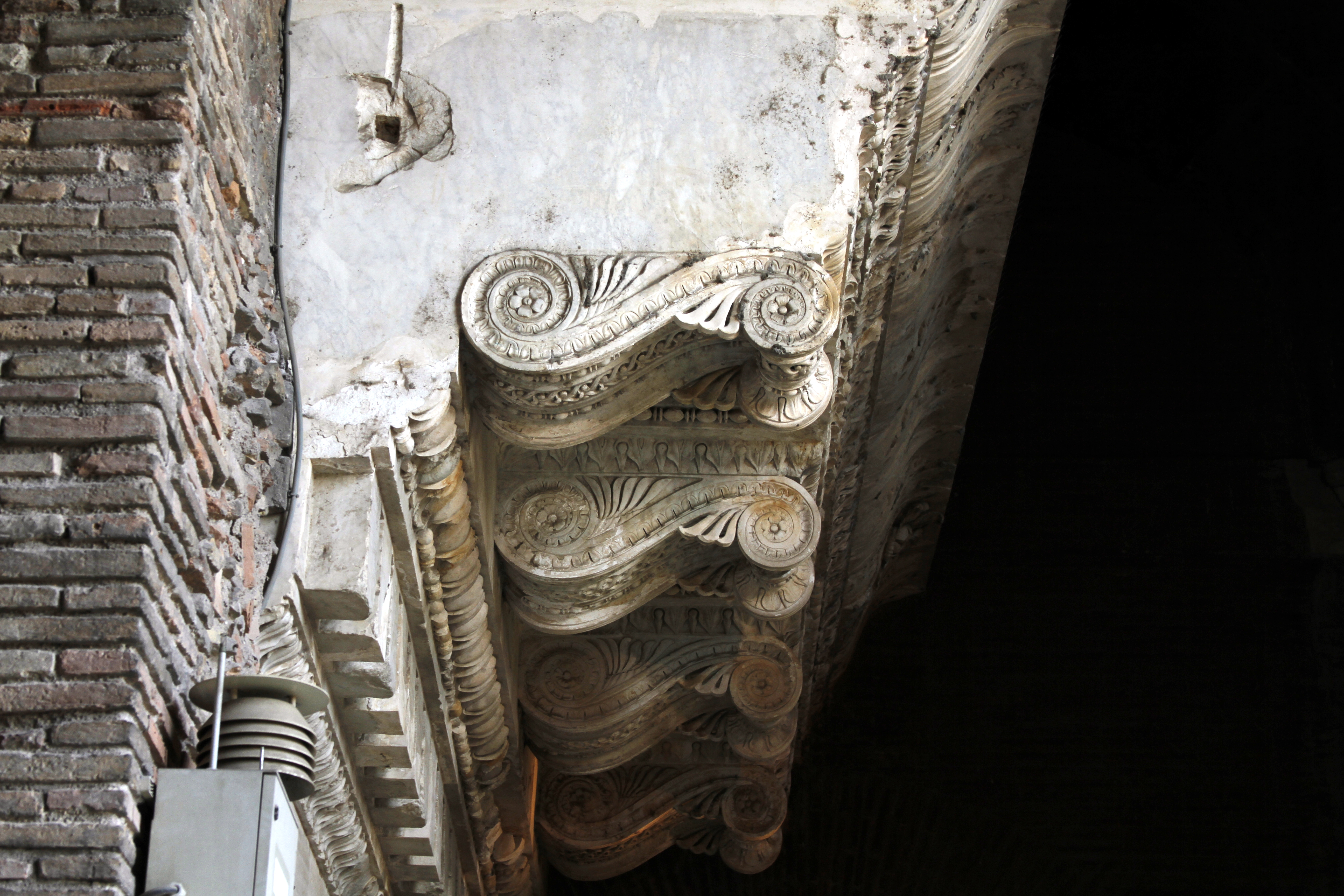
Detalle del entablamento.
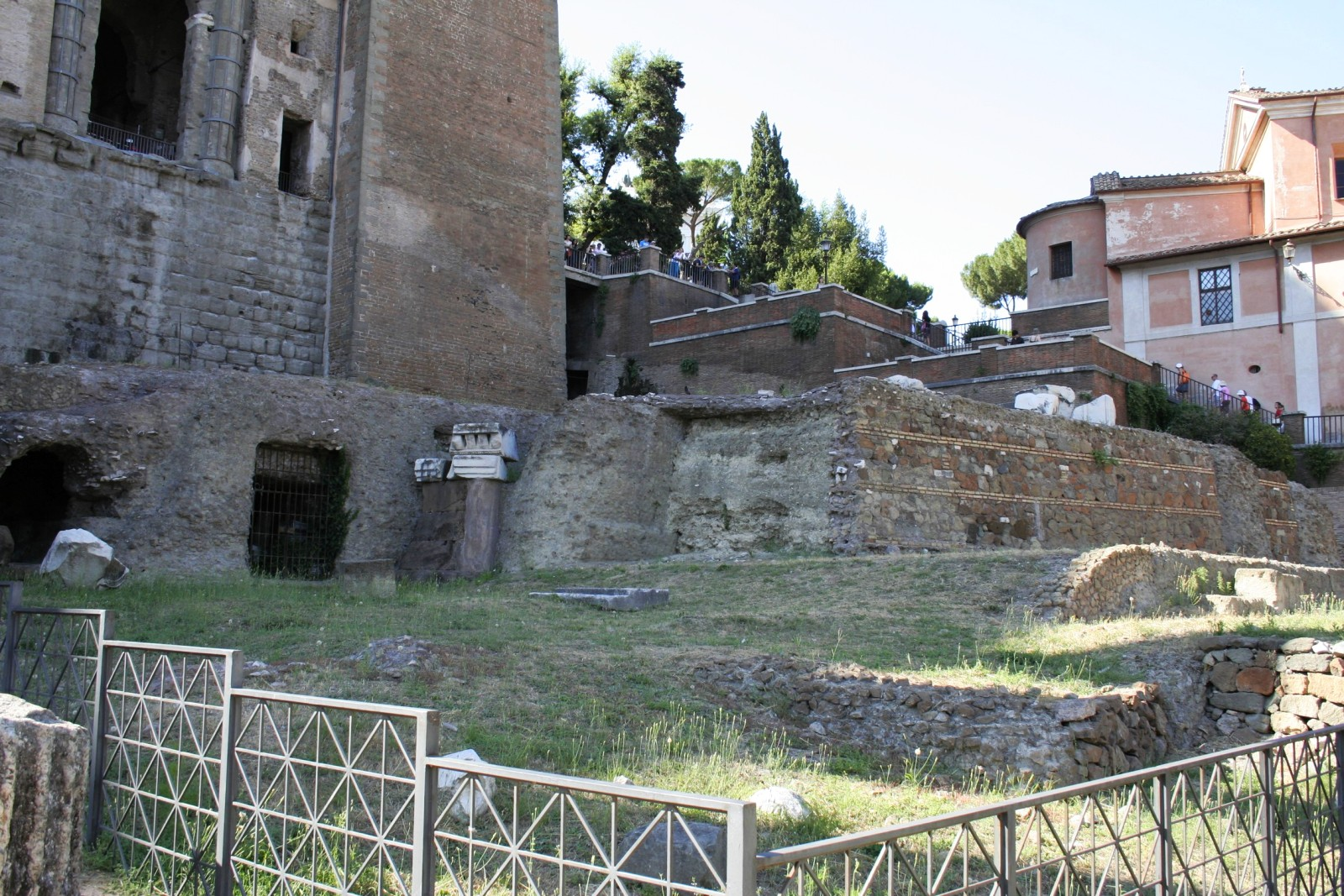
Restos del podio del templo.

## Descripción

### El templo republicano
En origen, el templo debió ser de orden jónico y forma rectangular tradicional de dimensiones modestas con columnas en tres lados según una forma períptera sine postico. Seguido por el templo de Cástor y Pólux algunos años más tarde, restaurado en 117 a. C., se trata del primer templo de influencia helenística construido en el Foro.

### El templo imperial

#### Dimensiones
Con la reconstrucción de Tiberio, el templo de Lucio Opimio fue agrandado y adoptó una forma original donde la anchura de la cella era mayor que su profundidad (una cella llamada «barlonga» de 43,5 metros de ancho por 22,7 metros de profundidad), permitiendo así adaptarse de este modo mejor al poco espacio disponible. La basílica Opimia, construida por Lucio Opimio a lo largo del lado norte del templo que haría restaurar en la misma época, desaparece con la reconstrucción imperial. El templo estaba enteramente cubierto de mármol de Luni·.
El pronaos, más estrecho que la cella con 25,6 metros de ancho y 14,8 metros de profundidad·, es hexástilo corintio, seis columnas en la fachada, con tres columnas a los lados·. Estas columnas tienen un diámetro de 1,68 metros y están separadas por un espacio de 2,65 metros según un ritmo picnóstilo· Se accede al templo desde la explanada del Foro por una escalera de peldaños muy ancha que permitía acceder al Area Concordiae luego por una segunda escalera que desembocaba en el pronaos, detrás de la alineación de las columnas en la fachada en razón del espacio restringido disponible delante del templo·.

#### Programa decorativo exterior
La estatuaria
La representación del templo sobre un sestercio en bronce data de finales del reinado de Tiberio permite describir precisamente la estatuaria que adornaba el edificio tras su reconstrucción augústea. Se percibe en medio de las columnas del pronaos la figura sentada de la Concordia, flanqueada por estatuas de Mercurio llevando el caduceo de la paz y Hércules, «héroe civilizador», guardianes del santuario·. La cumbre del frontón está decorada con un grupo de tres estatuas que podrían identificarse con la tríada capitolina compuesta por Júpiter, Juno y Minerva. Podría igualmente tratarse de un grupo de tres diosas ya que la postura recuerda a la de las tres Gracias: Concordia rodeada por Salus (Higia en Grecia) y de Fortuna. Este grupo estatuario está encuadrado por dos estatuas identificadas con Ceres y Diana, Honos y Virtus, o incluso Tiberio y Druso según interpretaciones. Las victorias ocupan las acróteras laterales inferiores, recordando que el templo fue construido ex manubiis, con el botín tomado a los germanos tras las victorias de Tiberio y Druso·. Por debajo, el tímpano se muestra vacío de todo bajorrelieve
Al hacer figurar el templo en una moneda, Tiberio podría al mismo tiempo celebrar el vigésimo quinto aniversario de la dedicatoria del templo o los vicennalia, votos pronunciados por el emperador con ocasión de su vigésimo año de reinado. Sin embargo, para esta última hipótesis, la representación sola de la figura de la Concordia habría bastado. El hecho de que la moneda se refiera específicamente al templo de la Concordia, con especial énfasis en la estatuaria decorativa y el hecho de que se acuñó a finales del reinado, o después de la agitación política provocada por la caída de Sejano y la reconciliación de las dos ramas julio-claudias con la elección de Calígula como heredero, mostraría más bien la voluntad de Tiberio de subrayar el regreso a la vez a la concordia civil y a la concordia familiar, «respetando la herencia de Augusto».
El entablamento
Un fragmento de la cornisa en mármol del templo se ha conservado y está hoy en día expuesto en una galería del Tabulario. Revela una decoración rica en motivos vegetales (hojas de acanto), con dentículos y modillones. Cada porción del entablamento está adornada con molduras. La decoración parece inspirarse en la del templo de Marte Vengador (Templum Martis Ultoris en el foro de Augusto), aunque más elaborada. La forma de los modillones recuerda a los motivos de la cornisa del Erecteion de Atenas.

#### Decoración interior
La entrada de la cella se compone de dos grandes bloques de mármol de Porta Santa grabados con un caduceo, emblema de los embajadores y símbolo de reconciliación. Los muros de la cella estaban cubiertos por mármoles exóticos polícromos. El muro del fondo estaba dividido en once vanos por unas filas de columnas corintias de mármol blanco dobladas de pilastras corintias adosadas. Los capiteles corintios de las columnas presentan un motivo poco habitual: las cuatro volutas tradicionales de las esquinas están reemplazadas por dos pares de carneros·. Cada vano contiene un nicho ocupado por las estatuas alegóricas. El nicho del centro del muro opuesto a la entrada, más ancho que los otros, debió contener una gran estatua representando a la Concordia sentada sobre un trono y sosteniendo un cuerno de la abundancia (cornucopia) y una pátera. A uno y otro lado debían estar acompañándola las estatuas de Salus y Fortuna, respectivamente, repitiendo así la asociación de la cúspide del frontón.

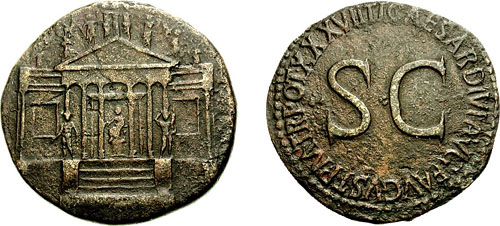
Sestercio acuñado entre 34 y 37 d. C.[56] representando en el anverso de la fachada del templo de la Concordia[57]. Aunque no hay leyenda que complete la imagen, el templo debió ser fácilmente identificable por su forma particular[58].
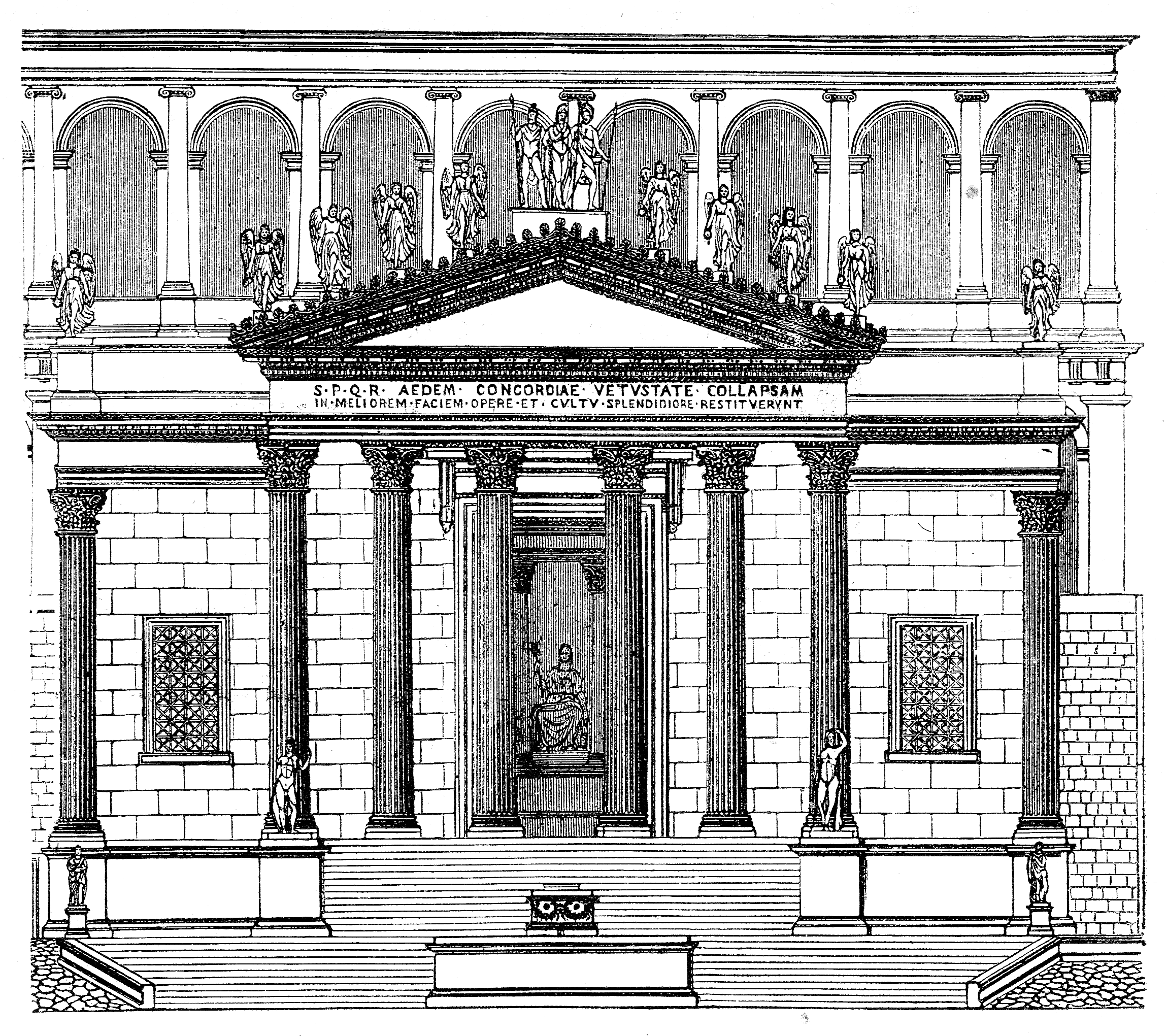
Dibujo del templo a partir de su representación en las monedas romanas.

### Obras generales
- (en inglés) Platner, Samuel Ball; Ashby, Thomas (1929). A topographical dictionary of Ancient Rome. Londres: Oxford University Press. pp. 608.
- (en inglés) Richardson, Lawrence (1992). A New Topographical Dictionary of Ancient Rome. Johns Hopkins University Press. p. 488. ISBN 0801843006.
- (en inglés) Coarelli, Filippo (2007). Rome and environs (an archaeological guide). University of California Press. pp. 555. ISBN 978-0-520-07961-8.
- (en italiano) Coarelli, Filippo (1984). Guida archeologica di Roma. Verona: Arnoldo Mondadori Editore.
- (en francés) Duret, Luc; Néraudau, Jean-Paul (2001). Urbanisme et métamorphose de la Rome antique. Realia. Les Belles Lettres.
- (en francés) Estienne, Sylvia (2002). «Temples et figures divines sur les monnaies romaines». Hypothèses 1 (5): 115-124.
- (en inglés) Ziolkowski, Adam (1992). The temples of Mid-Republican Rome and their historical and topographical context. Saggi di Storia Antica (4). «L'Erma» di Bretschneider. ISBN 88-7062-798-5.
- (en inglés) Stamper, John W. (2005). The architecture of roman temples (the Republic to the middle Empire). Cambridge University Press. p. 287. ISBN 0-521-81068-X.

### Obras sobre el templo
- Rebert, Homer F.; Marceau, Henri (1925). «The Temple of Concord in the Roman Forum». Memoirs of the American Academy in Rome (en inglés) (American Academy in Rome, University of Michigan Press) 5: 53-77.
- Noreña, Carlos F. (2008). «Concordia Augusta, Aedes». Digital Augustan Rome (en inglés). Archivado desde el original el 13 de marzo de 2017. Consultado el 25 de octubre de 2016.
- Ferroni, A. M. (1993). «Concordia, aedes».  En Eva Margareta Steinby, ed. Lexicon Topographicum Urbis Romae: Volume Primo A – C (en italiano). Edizioni Quasar. pp. 316-320. ISBN 88-7097-019-1.
- Gasparri, Carlo; Allegra Dayan, S. (1979). Aedes Concordiae Augustae (en italiano). Roma: Istituto di studi romani.
- Simpson, C. J. (1991). «Livia and the Constitution of the Aedes Concordia (the evidence of Ovid, Fasti I:637)». Historia (en inglés) (40): 449-455.
- Guarducci, M. (1962). «Il tempio della Dea Concordia in un basso rilievo dei Musei Vaticani». Rendiconti della Pontificia academia romana di archologia (en italiano) 34: 93-110.
- Kellum, B. A. (1990). «The City Adorned (programmatic display at the Aedes Concordiae Augustae)».  En K. A. Raaflaub, ed. Between Republic and Empire: interpretations of Augustus and his Principate (en inglés) (Berkeley). pp. 276-307. ISBN 0-5200-8447-0.
- Cox, S. E. (1993). «The temple of Concord on Tiberian Sestertii». Actes du XI Congrès international de numismatique (en inglés) (Lovaina la Nueva) 2: 259-264.
- Pekary, T. (1967). «Tiberius und der Tempel der Concordia in Rom». Römische Mitteilungen (en alemán) (73-74): 105-133.